# منتخب ويلز للكريكت للسيدات
منتخب ويلز للكريكت للسيدات هو ممثل ويلز الرسمي في المنافسات الدولية في الكريكت للسيدات .